# Veľké Držkovce
Veľké Držkovce este o comună slovacă, aflată în districtul Bánovce nad Bebravou din regiunea Trenčín, pe malul râului Q13419570⁠(d). Localitatea se află la altitudinea de 243 m deasupra n.m., se întinde pe o suprafață de 12,52 km2 și în 2017 număra 658 de locuitori.

## Istoric
Localitatea Veľké Držkovce este atestată documentar din 1400.

## Demografie
| An:                | 1994 | 2004    | 2014   | 2024   |
| ------------------ | ---- | ------- | ------ | ------ |
| Număr de persoane: | 586  | 670     | 653    | 637    |
| Diferență:         |      | +14,33% | −2,53% | −2,45% |

| An:                | 2023 | 2024   |
| ------------------ | ---- | ------ |
| Număr de persoane: | 654  | 637    |
| Diferență:         |      | −2,59% |